# Ключ 103
| 疋                     | 疋                             | 疋                             |
| ---------------------- | ------------------------------ | ------------------------------ |
| 102                    | 103                            | 104                            |
| Піньінь:               | pǐ                             | pǐ                             |
| Чжуїнь:                | ㄆㄧˇ                          | ㄆㄧˇ                          |
| Вейд-Джайлз:           | p'i3                           | p'i3                           |
| Ютпхін:                | pat1                           | pat1                           |
| Он:                    | ショ, ソ sho, so ガ, ゲ ga, ge | ショ, ソ sho, so ガ, ゲ ga, ge |
| Кун:                   | あし, ひき ashi, hiki          | あし, ひき ashi, hiki          |
| Кандзі:                | 疋 hiki                        | 疋 hiki                        |
| Хун:                   | 발 bal                         | 발 bal                         |
| Им:                    | 소 so                          | 소 so                          |
| Індекс у Вікісловнику: | 疋                             | 疋                             |

Ключ 103 — ієрогліфічний ключ, що означає тканина і є одним із 23 (загалом існує 214) ключів Кансі, що складаються з п'яти рисок.
У Словнику Кансі 15 символів із 40 030 використовують цей ключ.

## Символи, що використовують ключ 103

Як писати ієрогліф.

| без додаткових | 疋    |
| 3 додаткові    | 疌    |
| 5 додаткових   | 疍    |
| 6 додаткових   | 疏    |
| 7 додаткових   | 疎    |
| 9 додаткових   | 疐 疑 |